# Волошинівка
Волоши́нівка — село у Баришівській селищній громаді Броварського району Київської області. Населення — близько 1,3 тис. осіб.

## Історія

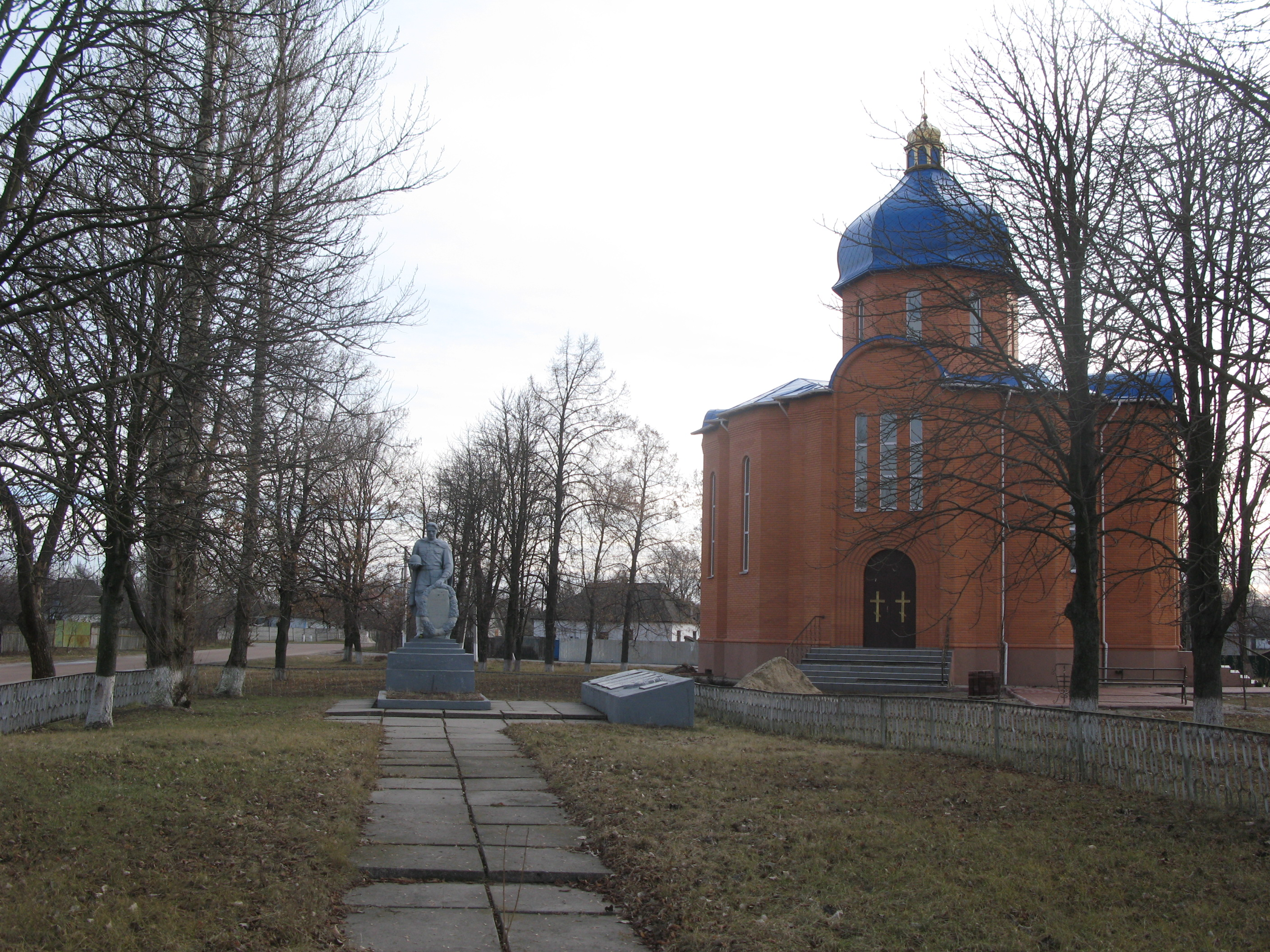
Братська могила воїнів Червоної Армії, які загинули в роки Другої світової війни, Волошинівка

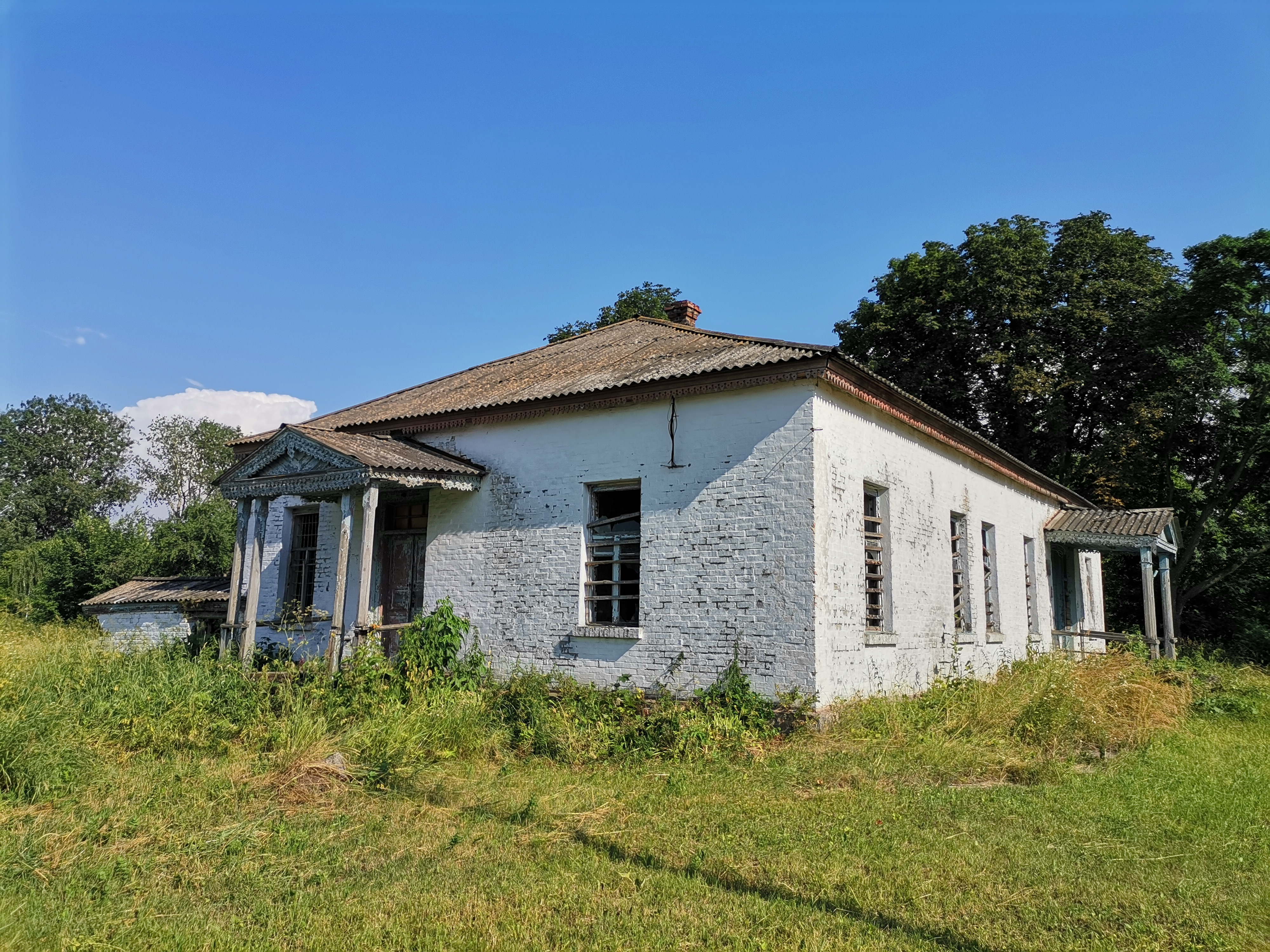
Садиба Ісаєвичів

За Гетьманщини, до 1781 року селище Волошинівка було у складі Баришівської сотні Переяславського полку.
Зі скасуванням козацького полкового устрою, селище перейшло до складу Остерського повіту Київського намісництва. За описом 1787 року у Волошинівці було 217 душ, село у володінні «казених людей» і козаків. 
Від початку XIX ст. Волошинівка у складі Переяславського повіту Полтавської губернії.
Село постраждало від Голодомору 1932-1933 років, геноциду, проведеного радянською владою. Згідно з вцілілими архівними даними лише з 12 січня по 8 травня 1933 року в селі померло 13 осіб. Задля того, щоби приховати дійсну причину смерті, у записах значиться «невідома хвороба». На разі неможливо визначити точну кількість потерпілих. 
В селі зберіглася Садиба Ісаєвичів, що належала давньому козацькому роду, який володів селом.
До 12 червня 2020 року було центром Волошинівської сільської ради.

## Населення
Згідно з переписом УРСР 1989 року чисельність наявного населення села становила 1697 осіб, з яких 786 чоловіків та 911 жінок.
За переписом населення України 2001 року в селі мешкали 1502 особи.

### Мова
Розподіл населення за рідною мовою за даними перепису 2001 року:
| Мова            | Кількість | Відсоток |
| --------------- | --------- | -------- |
| українська      | 1501      | 96.28%   |
| російська       | 54        | 3.46%    |
| білоруська      | 3         | 0.19%    |
| інші/не вказали | 1         | 0.07%    |
| Усього          | 1559      | 100%     |

## Відомі уродженці села
- Захарченко Петро Павлович (* 1960) — український історик. Доктор юридичних наук, професор.
- Лужевський Руслан Михайлович (1975—2014) — український спецпризначинець, офіцер СБУ, Герой України (посмертно).
- Марченко Валентина Миколаївна (* 1967) — український фахівець у галузі економіки та корпоративного управління.
- Полуцький Олександр Володимирович (1977—2016) — солдат Збройних сил України, учасник російсько-української війни.
- Юрченко Михайло Іванович (1922—2008) — Герой Радянського Союзу.